# Synodalita
Synodalita (z řeckého συν [„společně“] + ὁδός [„cesta“, „putování“]) je v katolické církvi termín „často používaný k popisu procesu bratrské spolupráce a rozlišování, k jehož vyjádření byly vytvořeny orgány, jako je biskupská synoda“.

## Význam
Synodalita označuje zvláštní styl, který kvalifikuje život a poslání církve. Mezinárodní teologická komise Svatého stolce uvádí, že synodalita, pokud se týká katolické církve, označuje „specifický modus vivendi et operandi církve, Božího lidu, který odhaluje a dává obsah jejímu bytí jako společenství, když všichni její členové putují společně, shromažďují se ve shromáždění a aktivně se podílejí na jejím evangelizačním poslání“. Synodalita také „odkazuje na zapojení a účast celého Božího lidu na životě a poslání církve“. Církevní Dikasterium pro podporu jednoty křesťanů poznamenává, že termín synodalita „[v] širokém rozsahu [...] odkazuje na aktivní účast všech věřících na životě a poslání církve“.

## Současné použití
Synodalita je považována za jedno z klíčových slov, která charakterizují pontifikát papeže Františka.
V březnu 2018 byl zveřejněn dokument Mezinárodní teologické komise, který se zabývá synodalitou.
Synodalita se stala tématem synody o synodalitě (zahájené v Římě v říjnu 2021).